# Provincia di Palpa
La provincia di Palpa è una delle cinque province della Regione di Ica nel Perù.

## Capoluogo e data di fondazione
La capitale è Palpa. La provincia fu fondata il 27 dicembre 1963.
- Sindaco (alcalde)
  - José Luis Montaño Yarasca 
(2019-2022) 
  - Carlos Enrique Rivas Rivas

(2007-2010)

## Superficie e popolazione
- 1 232,88 km²
- 13 363 abitanti (inei2005)

## Province confinanti
Confina a nord con la regione di Huancavelica; a sud con la provincia di Nazca; ad est con la regione di Ayacucho e ad ovest con la provincia di Ica.

## Geografia antropica

### Suddivisioni amministrative
È divisa in cinque distretti:
- Palpa
- Llipata
- Río Grande
- Santa Cruz
- Tibillo